# Xã Five Mile, Quận Newton, Missouri
Xã Five Mile (tiếng Anh: Five Mile Township) là một xã thuộc quận Newton, tiểu bang Missouri, Hoa Kỳ. Năm 2010, dân số của xã này là 4.073 người.